# Jon Sallinen
Jon Sallinen (Vantaa, 13 november 2000) is een Finse freestyleskiër. Hij vertegenwoordigde zijn vaderland op de Olympische Winterspelen 2022 in Peking.

## Carrière
Bij zijn wereldbekerdebuut, in december 2019 in Copper Mountain, scoorde Sallinen direct wereldbekerpunten. Op de wereldkampioenschappen freestyleskiën 2021 in Aspen eindigde hij als negentiende in de halfpipe. In december 2021 behaalde de Fin in Calgary zijn eerste toptienklassering in een wereldbekerwedstrijd. Tijdens de Olympische Winterspelen van 2022 in Peking eindigde Sallinen als 23e in de halfpipe. 
Op 19 januari 2023 boekte hij in Calgary zijn eerste wereldbekerzege.

## Resultaten

### Olympische Winterspelen
| Jaar | Plaats | Resultaten   |
| ---- | ------ | ------------ |
| 2022 | Peking | 23e Halfpipe |

### Wereldkampioenschappen
| Jaar | Plaats | Resultaten   |
| ---- | ------ | ------------ |
| 2021 | Aspen  | 19e Halfpipe |

### Wereldbeker
Eindklasseringen
| Seizoen   | Algm | HP  |
| --------- | ---- | --- |
| 2019/2020 | 244e | 45e |
| 2021/2022 | 49e  | 18e |

Wereldbekerzeges
| Datum           | Plaats  | Onderdeel |
| --------------- | ------- | --------- |
| 19 januari 2023 | Calgary | Halfpipe  |